# Partecipanti al Tour de France 2021
Elenco dei partecipanti al Tour de France 2021.
Il Tour de France 2021 è stato la centottesima edizione della corsa. Alla competizione hanno preso parte 23 squadre, le diciannove iscritte all'UCI World Tour 2021, la Alpecin-Fenix avente diritto in quanto migliore squadra UCI ProTeam 2020 e le tre squadre invitate ovverosia il Team Arkéa-Samsic, la B&B Hotels e la TotalEnergies, tutte di categoria UCI ProTeam, ciascuna delle quali composta da otto corridori, per un totale di 184 ciclisti. La corsa è partita il 26 giugno da Brest ed è terminata il 18 luglio a Parigi sugli Champs-Élysées.

## Corridori per squadra
Nota: R ritirato, NP non partito, FTM fuori tempo massimo, SQ squalificato
| UAE Team Emirates       | UAE Team Emirates         | UAE Team Emirates       | Groupama-FDJ               | Groupama-FDJ               | Groupama-FDJ               | Bahrain Victorious                 | Bahrain Victorious                 | Bahrain Victorious                 |
| ----------------------- | ------------------------- | ----------------------- | -------------------------- | -------------------------- | -------------------------- | ---------------------------------- | ---------------------------------- | ---------------------------------- |
| 1                       | Tadej Pogačar             | 1º                      | 81                         | David Gaudu                | 11º                        | 161                                | Jack Haig                          | R 3ª                               |
| 2                       | Mikkel Bjerg              | 110º                    | 82                         | Bruno Armirail             | 83º                        | 162                                | Pello Bilbao                       | 9º                                 |
| 3                       | Rui Costa                 | 77º                     | 83                         | Arnaud Démare              | FTM 9ª                     | 163                                | Sonny Colbrelli (Lin.)             | 52º                                |
| 4                       | Davide Formolo            | 44º                     | 84                         | Jacopo Guarnieri           | FTM 9ª                     | 164                                | Marco Haller                       | 127º                               |
| 5                       | Marc Hirschi              | 98º                     | 85                         | Ignatas Konovalovas        | R 1ª                       | 165                                | Matej Mohorič (Lin.)               | 31º                                |
| 6                       | Vegard Stake Laengen      | 112º                    | 86                         | Stefan Küng (Cr.)          | 49º                        | 166                                | Wout Poels                         | 16º                                |
| 7                       | Rafał Majka               | 34º                     | 87                         | Valentin Madouas           | 42º                        | 167                                | Dylan Teuns                        | 17º                                |
| 8                       | Brandon McNulty           | 69º                     | 88                         | Miles Scotson              | R 11ª                      | 168                                | Fred Wright                        | 96º                                |
| D.S.: Andrej Hauptman   | D.S.: Andrej Hauptman     | D.S.: Andrej Hauptman   | D.S.: Thierry Bricaud      | D.S.: Thierry Bricaud      | D.S.: Thierry Bricaud      | D.S.: Rolf Aldag                   | D.S.: Rolf Aldag                   | D.S.: Rolf Aldag                   |
| Jumbo-Visma             | Jumbo-Visma               | Jumbo-Visma             | Cofidis                    | Cofidis                    | Cofidis                    | Team BikeExchange                  | Team BikeExchange                  | Team BikeExchange                  |
| 11                      | Primož Roglič             | NP 9ª                   | 91                         | Guillaume Martin           | 8º                         | 171                                | Michael Matthews                   | 79º                                |
| 12                      | Wout Van Aert (Lin.)      | 19º                     | 92                         | Rubén Fernández            | 84º                        | 172                                | Esteban Chaves                     | 13º                                |
| 13                      | Robert Gesink             | R 3ª                    | 93                         | Simon Geschke              | 62º                        | 173                                | Luke Durbridge                     | 100º                               |
| 14                      | Steven Kruijswijk         | R 17ª                   | 94                         | Jesús Herrada              | 87º                        | 174                                | Lucas Hamilton                     | R 13ª                              |
| 15                      | Sepp Kuss                 | 32º                     | 95                         | Christophe Laporte         | 91º                        | 175                                | Amund Grøndahl Jansen              | NP 16ª                             |
| 16                      | Tony Martin (Cr.)         | R 11ª                   | 96                         | Anthony Perez              | 86º                        | 176                                | Christopher Juul Jensen            | 114º                               |
| 17                      | Mike Teunissen            | 76º                     | 97                         | Pierre-Luc Périchon        | 92º                        | 177                                | Luka Mezgec                        | 102º                               |
| 18                      | Jonas Vingegaard          | 2º                      | 98                         | Jelle Wallays              | 131º                       | 178                                | Simon Yates                        | R 13ª                              |
| D.S.: Grischa Niermann  | D.S.: Grischa Niermann    | D.S.: Grischa Niermann  | D.S.: Christian Guiberteau | D.S.: Christian Guiberteau | D.S.: Christian Guiberteau | D.S.: Mathew Hayman                | D.S.: Mathew Hayman                | D.S.: Mathew Hayman                |
| Ineos Grenadiers        | Ineos Grenadiers          | Ineos Grenadiers        | Alpecin-Fenix              | Alpecin-Fenix              | Alpecin-Fenix              | Astana-Premier Tech                | Astana-Premier Tech                | Astana-Premier Tech                |
| 21                      | Geraint Thomas            | 41º                     | 101                        | Mathieu van der Poel       | NP 9ª                      | 181                                | Jakob Fuglsang                     | NP 21ª                             |
| 22                      | Richard Carapaz           | 3º                      | 102                        | Silvan Dillier (Lin.)      | 59º                        | 182                                | Alex Aranburu                      | 74º                                |
| 23                      | Jonathan Castroviejo      | 23º                     | 103                        | Tim Merlier                | R 9ª                       | 183                                | Stefan de Bod                      | FTM 9ª                             |
| 24                      | Tao Geoghegan Hart        | 60º                     | 104                        | Xandro Meurisse            | 29º                        | 184                                | Omar Fraile (Lin.)                 | 57º                                |
| 25                      | Michał Kwiatkowski        | 68º                     | 105                        | Jasper Philipsen           | 109º                       | 185                                | Dmitrij Gruzdev                    | 113º                               |
| 26                      | Richie Porte              | 38º                     | 106                        | Jonas Rickaert             | 95º                        | 186                                | Hugo Houle                         | 66º                                |
| 27                      | Luke Rowe                 | FTM 11ª                 | 107                        | Kristian Sbaragli          | 106º                       | 187                                | Ion Izagirre (Cr.)                 | 26º                                |
| 28                      | Dylan van Baarle          | 54º                     | 108                        | Petr Vakoč                 | 118º                       | 188                                | Aleksej Lucenko                    | 7º                                 |
| D.S.: Servais Knaven    | D.S.: Servais Knaven      | D.S.: Servais Knaven    | D.S.: Christophe Roodhooft | D.S.: Christophe Roodhooft | D.S.: Christophe Roodhooft | D.S.: Dmitrij Fofonov              | D.S.: Dmitrij Fofonov              | D.S.: Dmitrij Fofonov              |
| Israel Start-Up Nation  | Israel Start-Up Nation    | Israel Start-Up Nation  | EF Education-Nippo         | EF Education-Nippo         | EF Education-Nippo         | Team Qhubeka NextHash              | Team Qhubeka NextHash              | Team Qhubeka NextHash              |
| 31                      | Chris Froome              | 133º                    | 111                        | Rigoberto Urán             | 10º                        | 191                                | Sergio Henao                       | 21º                                |
| 32                      | Guillaume Boivin          | 105º                    | 112                        | Stefan Bissegger           | 103º                       | 192                                | Carlos Barbero                     | 124º                               |
| 33                      | Omer Goldstein (Cr.)      | 122º                    | 113                        | Ruben Guerreiro            | 18º                        | 193                                | Sean Bennett                       | 130º                               |
| 34                      | André Greipel             | 125º                    | 114                        | Sergio Higuita             | 25º                        | 194                                | Victor Campenaerts                 | R 11ª                              |
| 35                      | Reto Hollenstein          | 136º                    | 115                        | Michael Valgren            | 53º                        | 195                                | Simon Clarke                       | 123º                               |
| 36                      | Daniel Martin             | 40º                     | 116                        | Magnus Cort Nielsen        | 56º                        | 196                                | Nickolas Dlamini                   | FTM 9ª                             |
| 37                      | Michael Woods             | NP 19ª                  | 117                        | Neilson Powless            | 43º                        | 197                                | Michael Gogl                       | NP 13ª                             |
| 38                      | Rick Zabel                | 134º                    | 118                        | Jonas Rutsch               | 55º                        | 198                                | Max Walscheid                      | 121º                               |
| D.S.: Óscar Guerrero    | D.S.: Óscar Guerrero      | D.S.: Óscar Guerrero    | D.S.: Andreas Klier        | D.S.: Andreas Klier        | D.S.: Andreas Klier        | D.S.: Lars Michaelsen              | D.S.: Lars Michaelsen              | D.S.: Lars Michaelsen              |
| Trek-Segafredo          | Trek-Segafredo            | Trek-Segafredo          | AG2R Citroën Team          | AG2R Citroën Team          | AG2R Citroën Team          | TotalEnergies                      | TotalEnergies                      | TotalEnergies                      |
| 41                      | Vincenzo Nibali           | NP 16ª                  | 121                        | Benoît Cosnefroy           | 107º                       | 201                                | Pierre Latour                      | 47º                                |
| 42                      | Julien Bernard            | 37º                     | 122                        | Dorian Godon               | 75º                        | 202                                | Edvald Boasson Hagen               | FTM 15ª                            |
| 43                      | Kenny Elissonde           | 36º                     | 123                        | Oliver Naesen              | 70º                        | 203                                | Jérémy Cabot                       | 132º                               |
| 44                      | Bauke Mollema             | 20º                     | 124                        | Ben O'Connor               | 4º                         | 204                                | Víctor de la Parte                 | 72º                                |
| 45                      | Mads Pedersen             | 137º                    | 125                        | Aurélien Paret-Peintre     | 15º                        | 205                                | Fabien Doubey                      | 78º                                |
| 46                      | Toms Skujiņš (Lin.)       | 71º                     | 126                        | Nans Peters                | R 9ª                       | 206                                | Cristian Rodríguez                 | 46º                                |
| 47                      | Jasper Stuyven            | 39º                     | 127                        | Michael Schär              | 58º                        | 207                                | Julien Simon                       | 129º                               |
| 48                      | Edward Theuns             | 104º                    | 128                        | Greg Van Avermaet          | 97º                        | 208                                | Anthony Turgis                     | 73º                                |
| D.S.: Kim Andersen      | D.S.: Kim Andersen        | D.S.: Kim Andersen      | D.S.: Didier Jannel        | D.S.: Didier Jannel        | D.S.: Didier Jannel        | D.S.: Benoît Génauzeau             | D.S.: Benoît Génauzeau             | D.S.: Benoît Génauzeau             |
| Deceuninck-Quick Step   | Deceuninck-Quick Step     | Deceuninck-Quick Step   | Team Arkéa-Samsic          | Team Arkéa-Samsic          | Team Arkéa-Samsic          | Intermarché-Wanty-Gobert Matériaux | Intermarché-Wanty-Gobert Matériaux | Intermarché-Wanty-Gobert Matériaux |
| 51                      | Julian Alaphilippe (Lin.) | 30º                     | 131                        | Warren Barguil             | NP 14ª                     | 211                                | Louis Meintjes                     | 14º                                |
| 52                      | Kasper Asgreen (Cr.)      | 64º                     | 132                        | Nacer Bouhanni             | R 15ª                      | 212                                | Jan Bakelants                      | 48º                                |
| 53                      | Davide Ballerini          | 108º                    | 133                        | Anthony Delaplace          | FTM 9ª                     | 213                                | Jonas Koch                         | NP 10ª                             |
| 54                      | Mattia Cattaneo           | 12º                     | 134                        | Élie Gesbert               | 61º                        | 214                                | Lorenzo Rota                       | 63º                                |
| 55                      | Mark Cavendish            | 139º                    | 135                        | Daniel McLay               | R 11ª                      | 215                                | Boy van Poppel                     | 117º                               |
| 56                      | Tim Declercq              | 141º                    | 136                        | Nairo Quintana             | 28º                        | 216                                | Danny van Poppel                   | 120º                               |
| 57                      | Dries Devenyns            | 135º                    | 137                        | Clément Russo              | R 11ª                      | 217                                | Loïc Vliegen                       | FTM 9ª                             |
| 58                      | Michael Mørkøv            | 138º                    | 138                        | Connor Swift               | 89º                        | 218                                | Georg Zimmermann                   | 80º                                |
| D.S.: Tom Steels        | D.S.: Tom Steels          | D.S.: Tom Steels        | D.S.: Sébastien Hinault    | D.S.: Sébastien Hinault    | D.S.: Sébastien Hinault    | D.S.: Steven De Neef               | D.S.: Steven De Neef               | D.S.: Steven De Neef               |
| Movistar Team           | Movistar Team             | Movistar Team           | Team DSM                   | Team DSM                   | Team DSM                   | B&B Hotels                         | B&B Hotels                         | B&B Hotels                         |
| 61                      | Miguel Ángel López        | NP 19ª                  | 141                        | Søren Kragh Andersen       | NP 14ª                     | 221                                | Bryan Coquard                      | FTM 9ª                             |
| 62                      | Jorge Arcas               | 90º                     | 142                        | Tiesj Benoot               | R 11ª                      | 222                                | Cyril Barthe                       | 88º                                |
| 63                      | Imanol Erviti             | 67º                     | 143                        | Cees Bol                   | 140º                       | 223                                | Franck Bonnamour                   | 22º                                |
| 64                      | Iván García Cortina       | 94º                     | 144                        | Mark Donovan               | 45º                        | 224                                | Maxime Chevalier                   | 93º                                |
| 65                      | Enric Mas                 | 6º                      | 145                        | Nils Eekhoff               | 126º                       | 225                                | Cyril Gautier                      | 81º                                |
| 66                      | Marc Soler                | NP 2ª                   | 146                        | Joris Nieuwenhuis          | 128º                       | 226                                | Cyril Lemoine                      | R 1ª                               |
| 67                      | Alejandro Valverde        | 24º                     | 147                        | Casper Pedersen            | 111º                       | 227                                | Quentin Pacher                     | 35º                                |
| 68                      | Carlos Verona             | 101º                    | 148                        | Jasha Sütterlin            | R 1ª                       | 228                                | Pierre Rolland                     | 51º                                |
| D.S.: José Luis Arrieta | D.S.: José Luis Arrieta   | D.S.: José Luis Arrieta | D.S.: Luke Roberts         | D.S.: Luke Roberts         | D.S.: Luke Roberts         | D.S.: Jimmy Engoulvent             | D.S.: Jimmy Engoulvent             | D.S.: Jimmy Engoulvent             |
| Bora-Hansgrohe          | Bora-Hansgrohe            | Bora-Hansgrohe          | Lotto Soudal               | Lotto Soudal               | Lotto Soudal               |                                    |                                    |                                    |
| 71                      | Peter Sagan (Lin.)        | NP 12ª                  | 151                        | Caleb Ewan                 | NP 4ª                      |                                    |                                    |                                    |
| 72                      | Emanuel Buchmann          | 33º                     | 152                        | Jasper De Buyst            | R 9ª                       |                                    |                                    |                                    |
| 73                      | Wilco Kelderman           | 5º                      | 153                        | Thomas De Gendt            | 82º                        |                                    |                                    |                                    |
| 74                      | Patrick Konrad            | 27º                     | 154                        | Philippe Gilbert           | 99º                        |                                    |                                    |                                    |
| 75                      | Daniel Oss                | 115º                    | 155                        | Roger Kluge                | R 13ª                      |                                    |                                    |                                    |
| 76                      | Nils Politt               | 50º                     | 156                        | Harry Sweeny               | 85º                        |                                    |                                    |                                    |
| 77                      | Lukas Pöstlberger         | 116º                    | 157                        | Tosh Van Der Sande         | R 11ª                      |                                    |                                    |                                    |
| 78                      | Ide Schelling             | 119º                    | 158                        | Brent Van Moer             | 65º                        |                                    |                                    |                                    |
| D.S.: Ján Valach        | D.S.: Ján Valach          | D.S.: Ján Valach        | D.S.: Herman Frison        | D.S.: Herman Frison        | D.S.: Herman Frison        |                                    |                                    |                                    |

### Legenda
| Dorsale       | Dorsale di partenza del ciclista | Posizione     | Posizione finale nella classifica generale               |
| Maglia gialla | Indica il vincitore della classifica generale                                                                                        | Maglia a pois | Indica il vincitore della classifica dei GPM             |
| Maglia verde  | Indica il vincitore della classifica a punti                                                                                         | Maglia bianca | Indica il vincitore della classifica dei giovani         |
| NP            | Indica un ciclista che non è ripartito in una tappa la mattina                                                                       | R             | Indica un ciclista che si è ritirato in una tappa        |
| FTM           | Indica un ciclista che ha concluso una tappa fuori tempo, ossia ha impiegato più tempo rispetto a quanto stabilito dal tempo massimo | EX            | Corridore escluso per non aver rispettato il regolamento |

## Ciclisti per nazione
Le nazionalità rappresentate nella manifestazione sono 30; in tabella il numero dei ciclisti suddivisi per la propria nazione di appartenenza:
| Numero ciclisti | Nazione                                                              |
| --------------- | -------------------------------------------------------------------- |
| 33              | Francia                                                              |
| 22              | Belgio                                                               |
| 17              | Spagna                                                               |
| 14              | Paesi Bassi                                                          |
| 12              | Germania                                                             |
| 11              | Danimarca                                                            |
| 10              | Australia, Gran Bretagna                                             |
| 9               | Italia                                                               |
| 6               | Colombia, Svizzera                                                   |
| 4               | Austria, Slovenia, Stati Uniti                                       |
| 3               | Canada, Norvegia, Sudafrica                                          |
| 2               | Kazakistan, Polonia, Portogallo                                      |
| 1               | Rep. Ceca, Ecuador, Irlanda, Israele, Lettonia, Lituania, Slovacchia |

### Quadro d'insieme nazionalità e tappe
| Nazione       | Corridori partenti | Corridori arrivati | Tappe vinte                                   |
| ------------- | ------------------ | ------------------ | --------------------------------------------- |
| Francia       | 33                 | 25                 | 1 (Julian Alaphilippe)                        |
| Belgio        | 22                 | 16                 | 5 (3 Wout Van Aert, Tim Merlier, Dylan Teuns) |
| Spagna        | 17                 | 16                 | -                                             |
| Paesi Bassi   | 14                 | 11                 | 2 (Mathieu van der Poel, Bauke Mollema)       |
| Germania      | 12                 | 8                  | 1 (Nils Politt)                               |
| Danimarca     | 11                 | 9                  | -                                             |
| Australia     | 10                 | 6                  | 1 (Ben O'Connor)                              |
| Gran Bretagna | 10                 | 7                  | 4 (4 Mark Cavendish)                          |
| Italia        | 9                  | 7                  | -                                             |
| Colombia      | 6                  | 5                  | -                                             |
| Svizzera      | 6                  | 6                  | -                                             |
| Austria       | 4                  | 3                  | 1 (Patrick Konrad)                            |
| Slovenia      | 4                  | 3                  | 5 (3 Tadej Pogačar, 2 Matej Mohorič)          |
| Stati Uniti   | 4                  | 4                  | 1 (Sepp Kuss)                                 |
| Canada        | 3                  | 2                  | -                                             |
| Norvegia      | 3                  | 1                  | -                                             |
| Sudafrica     | 3                  | 1                  | -                                             |
| Kazakistan    | 2                  | 2                  | -                                             |
| Polonia       | 2                  | 2                  | -                                             |
| Portogallo    | 2                  | 2                  | -                                             |
| Rep. Ceca     | 1                  | 1                  | -                                             |
| Ecuador       | 1                  | 1                  | -                                             |
| Irlanda       | 1                  | 1                  | -                                             |
| Israele       | 1                  | 1                  | -                                             |
| Lettonia      | 1                  | 1                  | -                                             |
| Lituania      | 1                  | 0                  | -                                             |
| Slovacchia    | 1                  | 0                  | -                                             |
| Totale        | 184                | 141                | 21                                            |